# Laroque-des-Albères
Laroque-des-Albères (katalanisch la Roca d′Albera) ist eine französische Gemeinde mit 2245 Einwohnern (Stand 1. Januar 2022) im Département Pyrénées-Orientales der Region Okzitanien. Sie gehört zum Arrondissement  Céret und zum Kanton Vallespir-Albères.
Laroque liegt am Fuß der Pyrenäen, zum Teil in der Ebene, zum Teil am Berghang. Die höchste Erhebung ist der Pic de Néoulous (Puig Neulos) mit 1256 Metern.

## Bevölkerungsentwicklung
- 1962: 0853
- 1968: 0831
- 1975: 0984
- 1982: 1126
- 1990: 1508
- 1999: 1909
- 2007: 1968

## Sehenswürdigkeiten
- Burgruine
- Burg la Roca
- Kirche Saint-Félix et Saint-Blaise (13. Jahrhundert) mit einem Barock-Retabel
- Kapelle Notre-Dame de Tanya (13. Jahrhundert)
- Ruinen der Kapelle Saint-Fructueux de Roca-Vella (wohl 9. Jahrhundert)

## Dolmen Balma del Moro

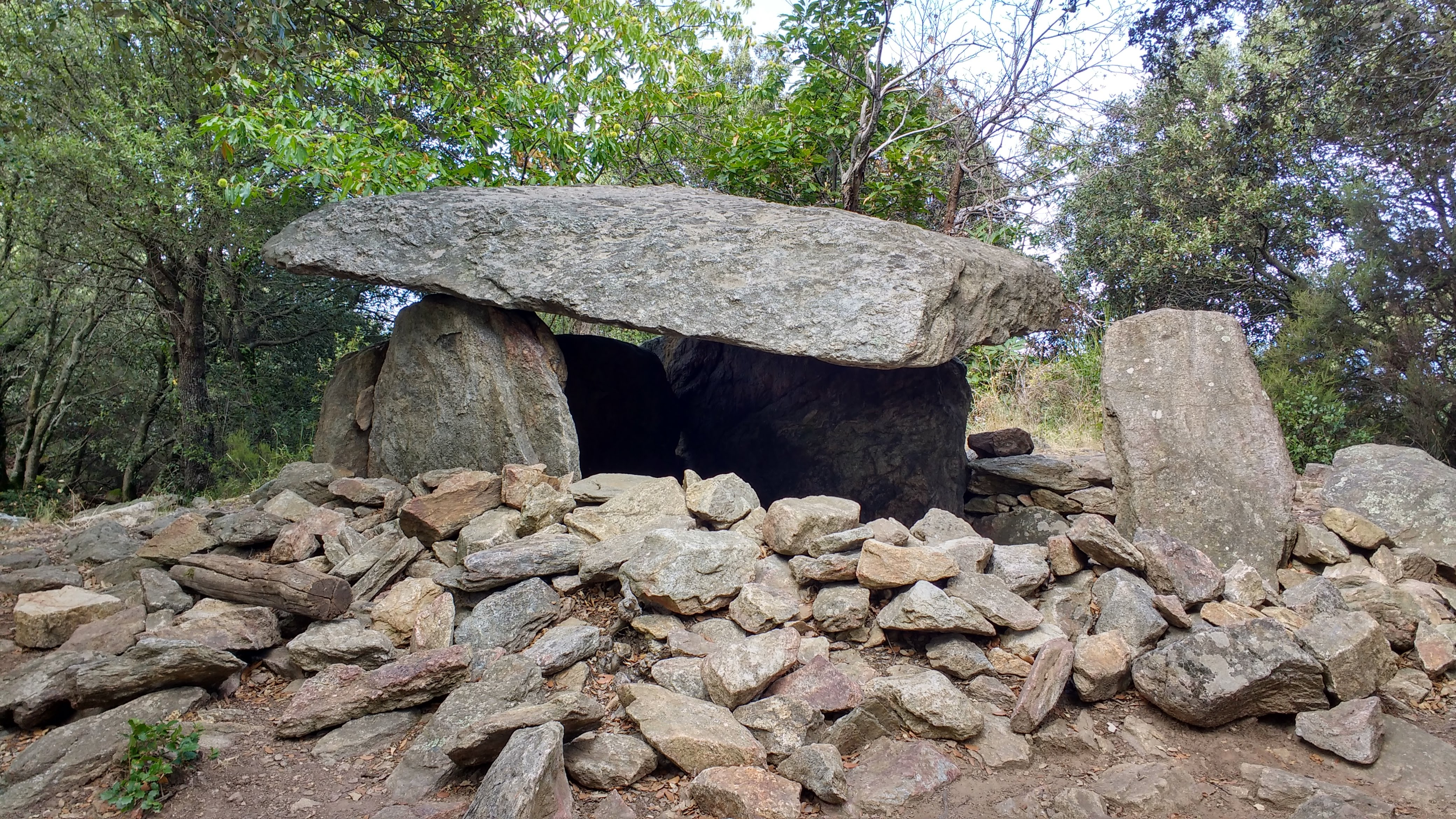
Die Balma del Moro

Der Balma del Moro ist ein Dolmen in Laroque-des-Albères. Er liegt 600 m über dem Meeresspiegel auf einem Kamm der Albères. Die Dolmen in den östlichen Pyrenäen befinden sich auf Höhen, einem Pass, oder Grat in den zerklüfteten Gebieten des Départements. Die Länge des etwa 1,25 m hohen Dolmens beträgt etwa 5,0 Meter. Laut Jean Abélanet ist er einer größten des Departements. Der etwa 80 cm breite und 95 cm hohe Zugang ist nach Osten gerichtet. Der Dolmen war seit 1835 bekannt, als Francesc Jaubert de Paçà (1785–1856) ihn in einem Brief an Prosper Mérimée (1803–1870) erwähnt, in dem er die Dolmen im Nordkataloniens beschrieb. Bekannter und erforscht wurde er allerdings erst durch Paul Maurice Pallary (1869–1942).  

### Der Name
Balma ist ein von den Römern ins Roussillon übertragener keltischer Name. Er wird in Katalonien und Südfrankreich verwendet um Höhlen oder Orte in der Nähe von Höhlen zu bezeichnen, manchmal auch Dolmen, wie auch bei der wenige Kilometer entfernten Balma de Na Cristiana. Das ins Katalanische übergegangene Wort bedeutet „flache Höhle“ oder Abri. Das katalanische Moro bedeutet „Maure“. Es bezieht sich aber nicht auf die Sarazenen, die im Mittelalter in die Region einfielen, sondern auf sagenhafte Wesen der lokalen Mythologie. 

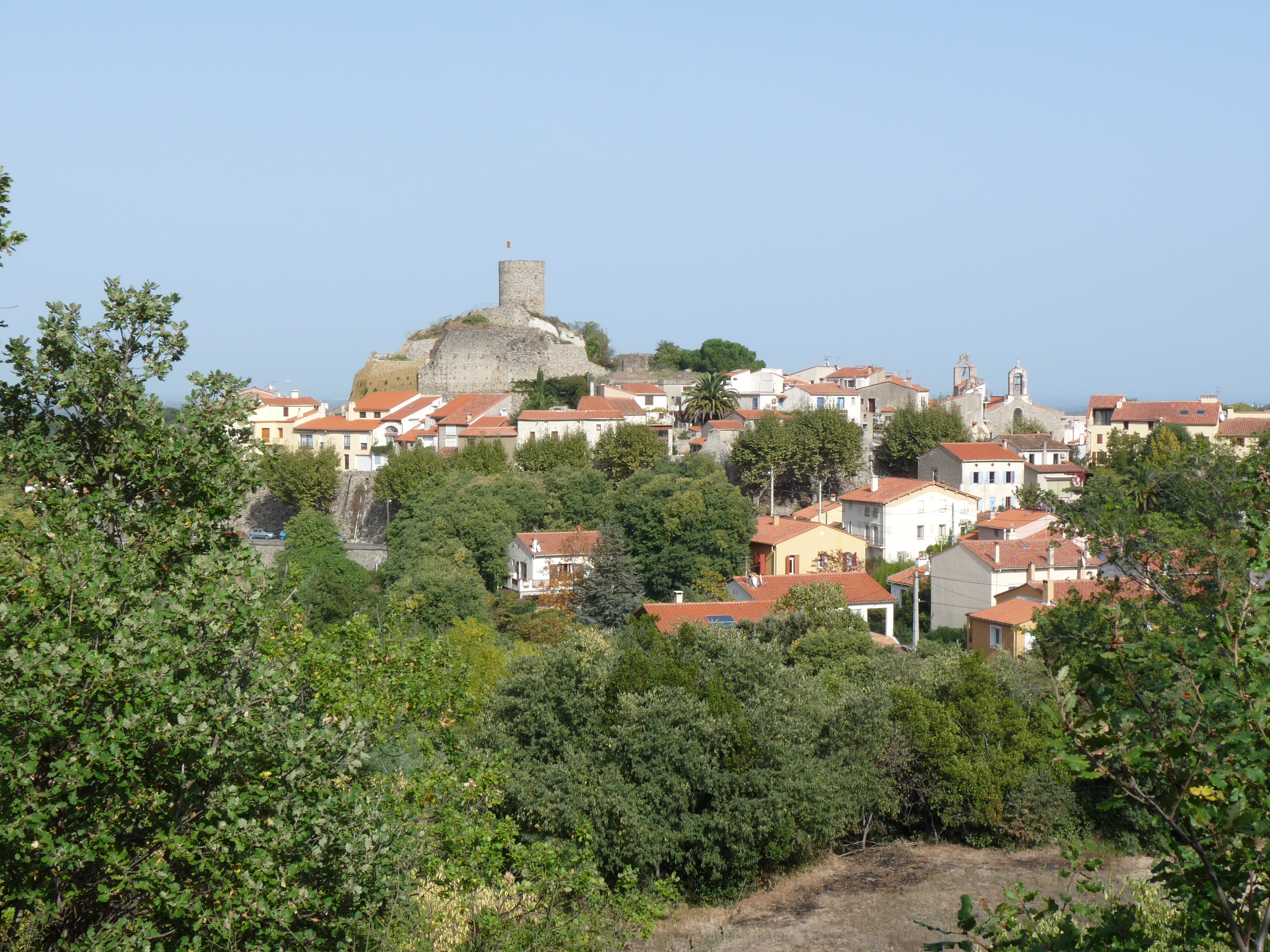
Ortsansicht
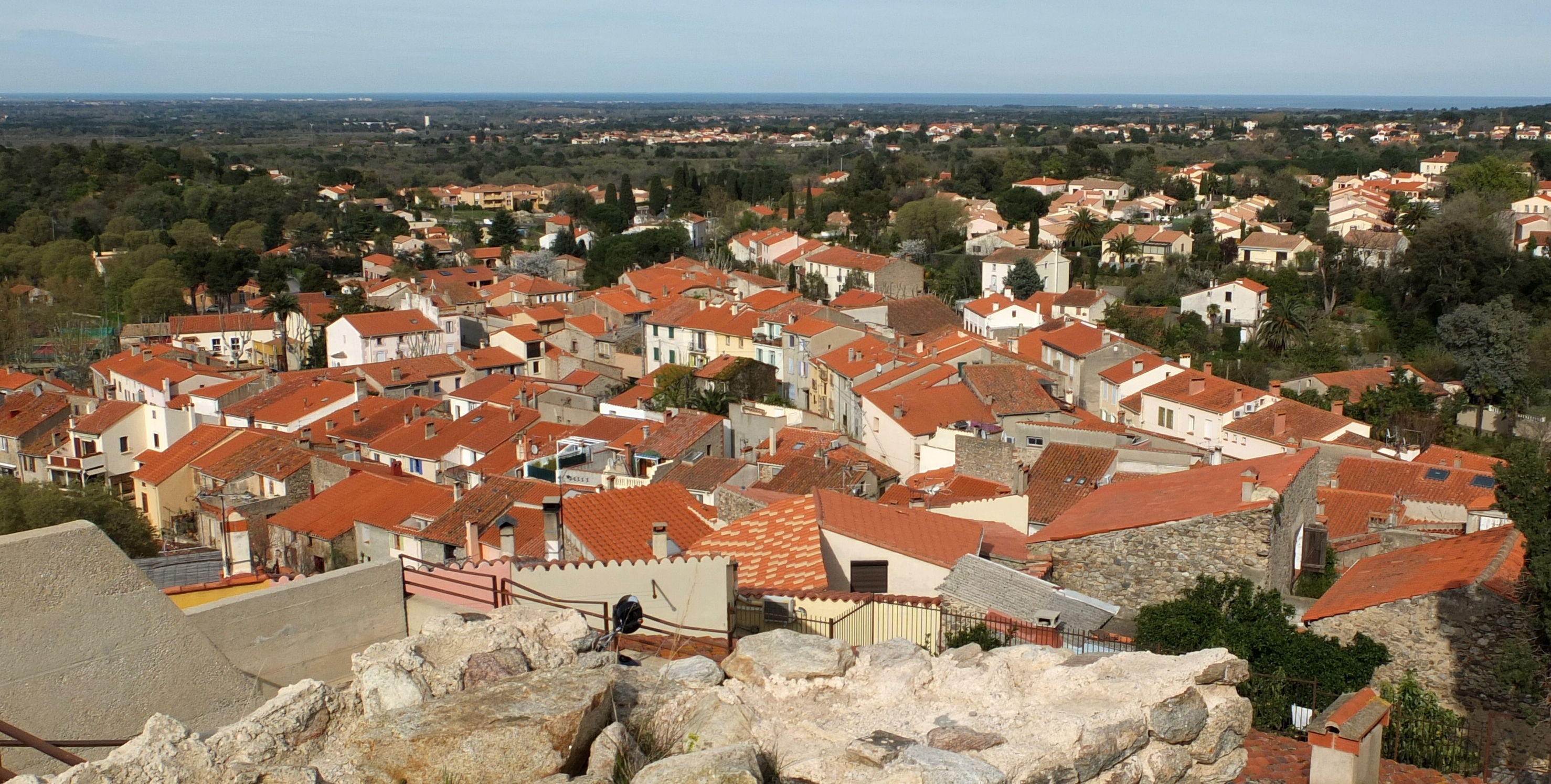
Das Dorf vom Château aus gesehen
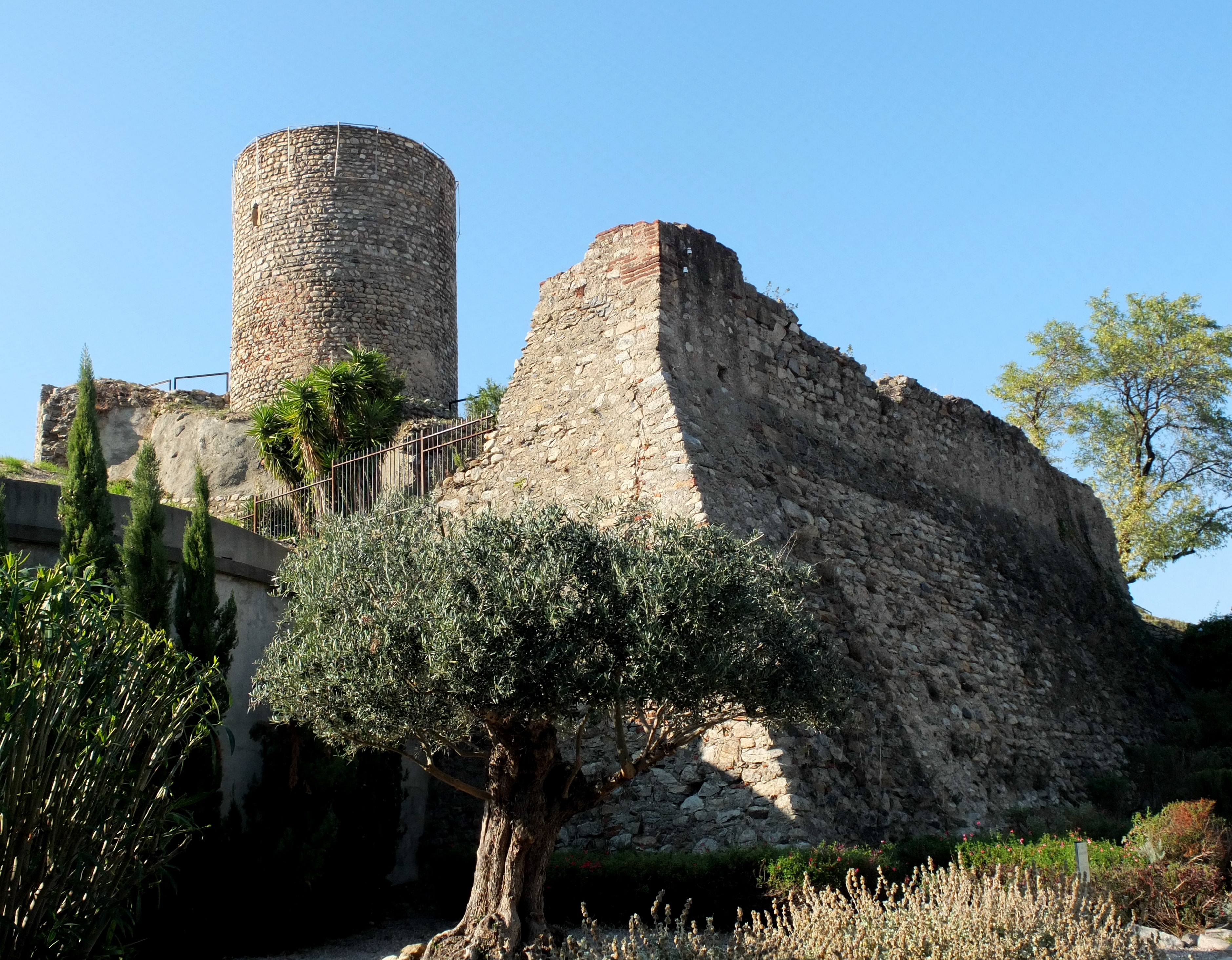
Das Château, 12. Jh. (von SW)
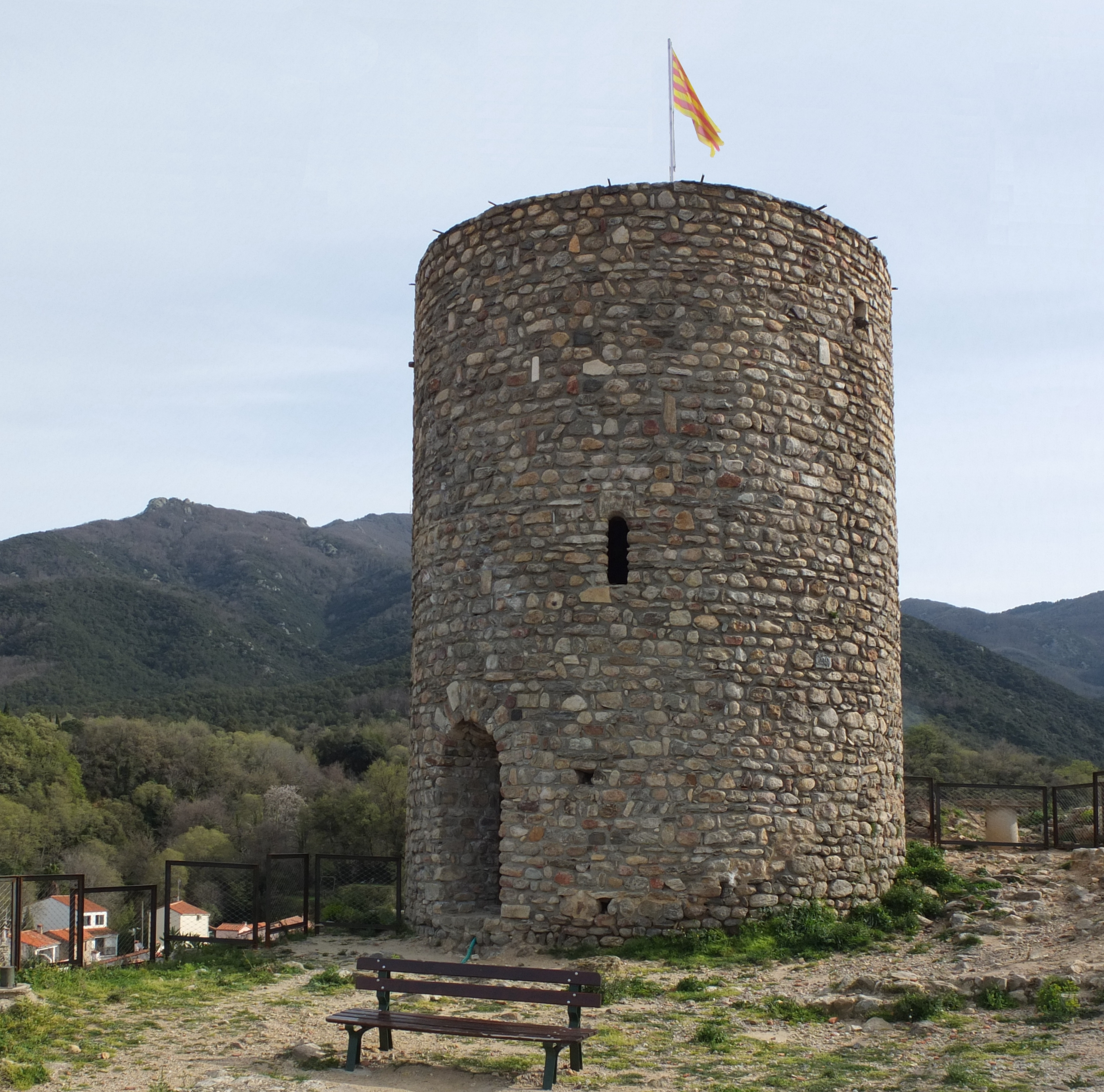
Der Turm des Châteaus (von NW)
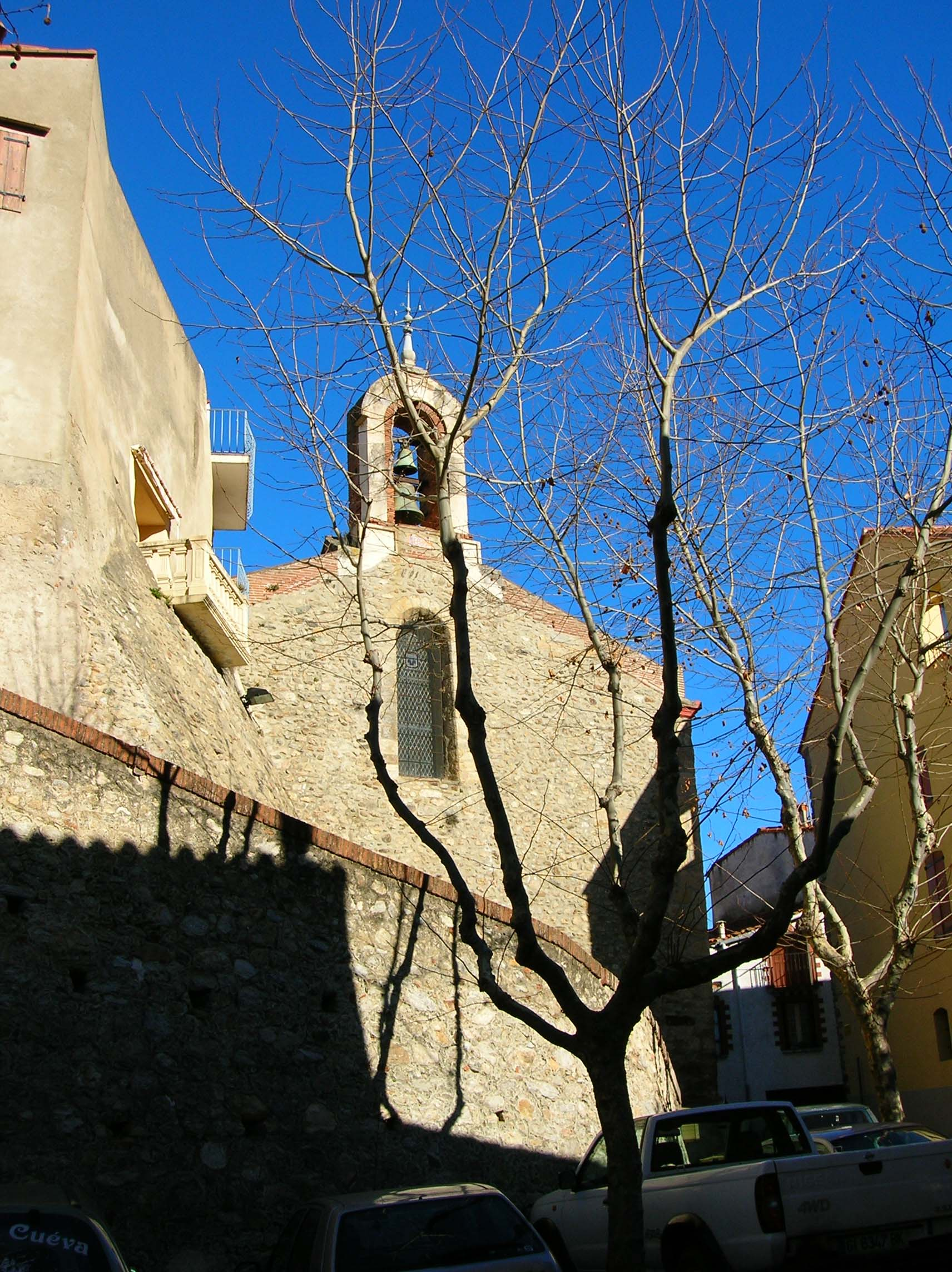
Die Kirche Saint-Félix et Saint-Blaise
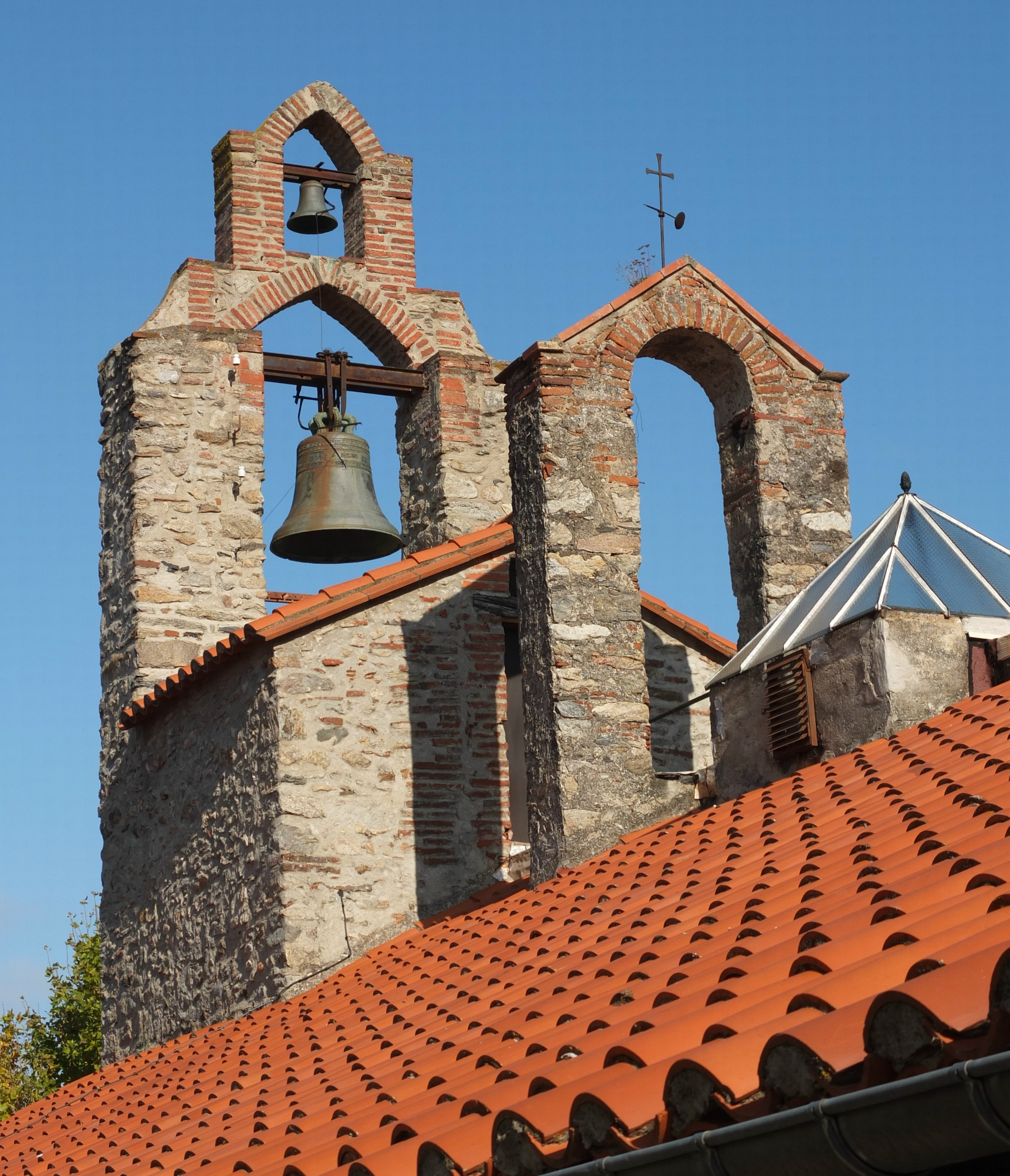
Glockengiebel von Westen gesehen
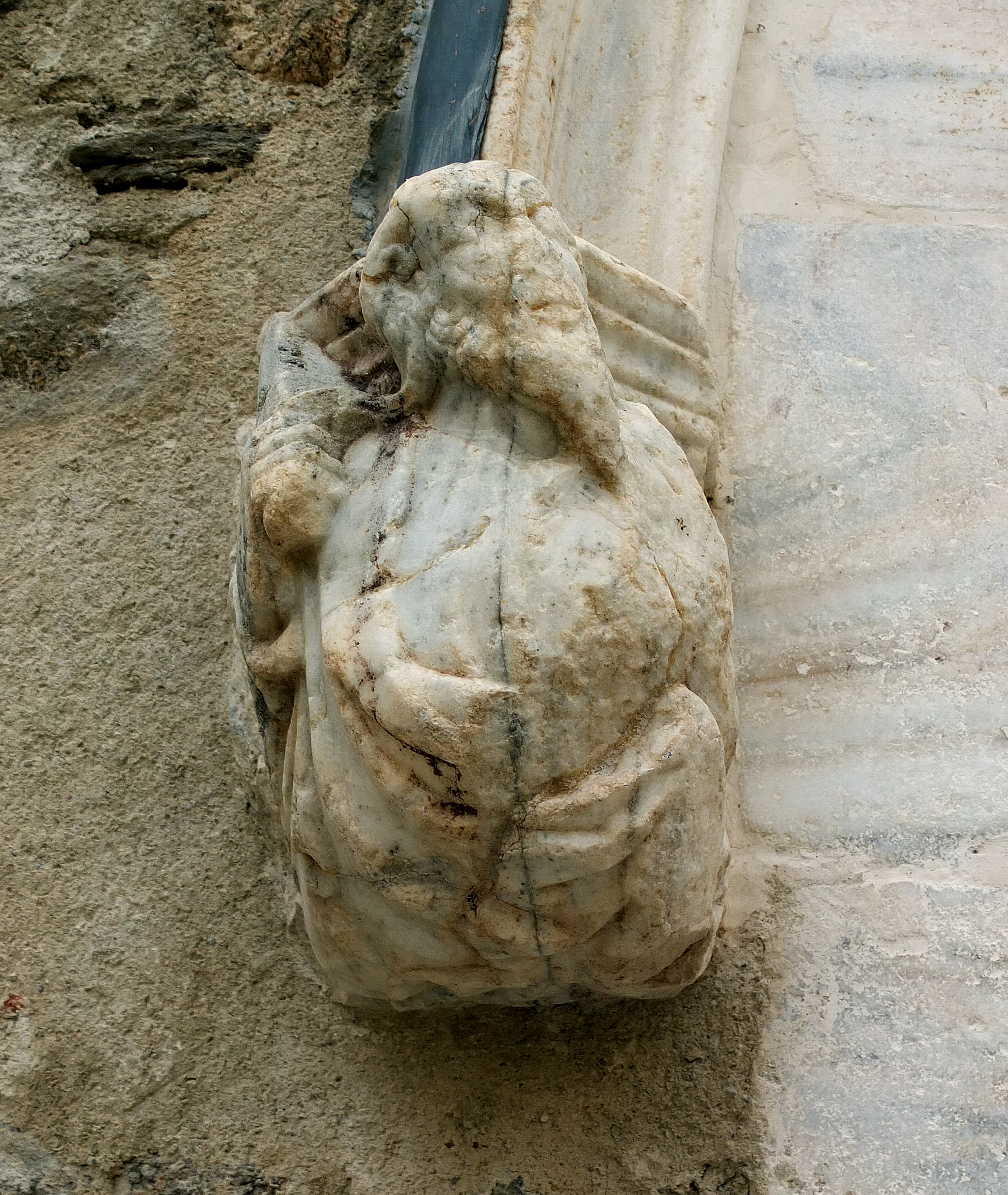
Marmorbüste des hl. Paulus am Portal der Kirche
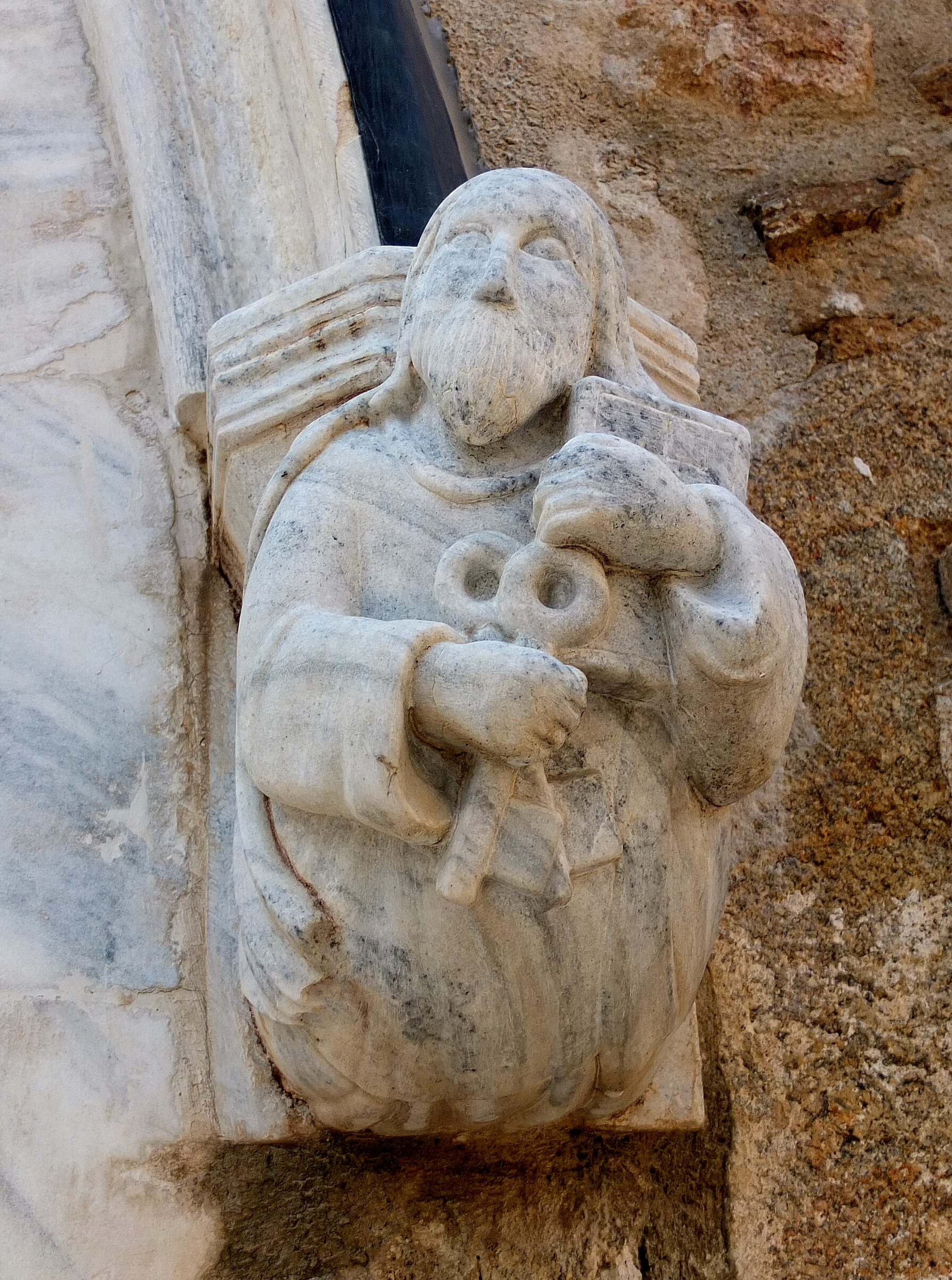
Marmorbüste des hl. Petrus am Portal der Kirche
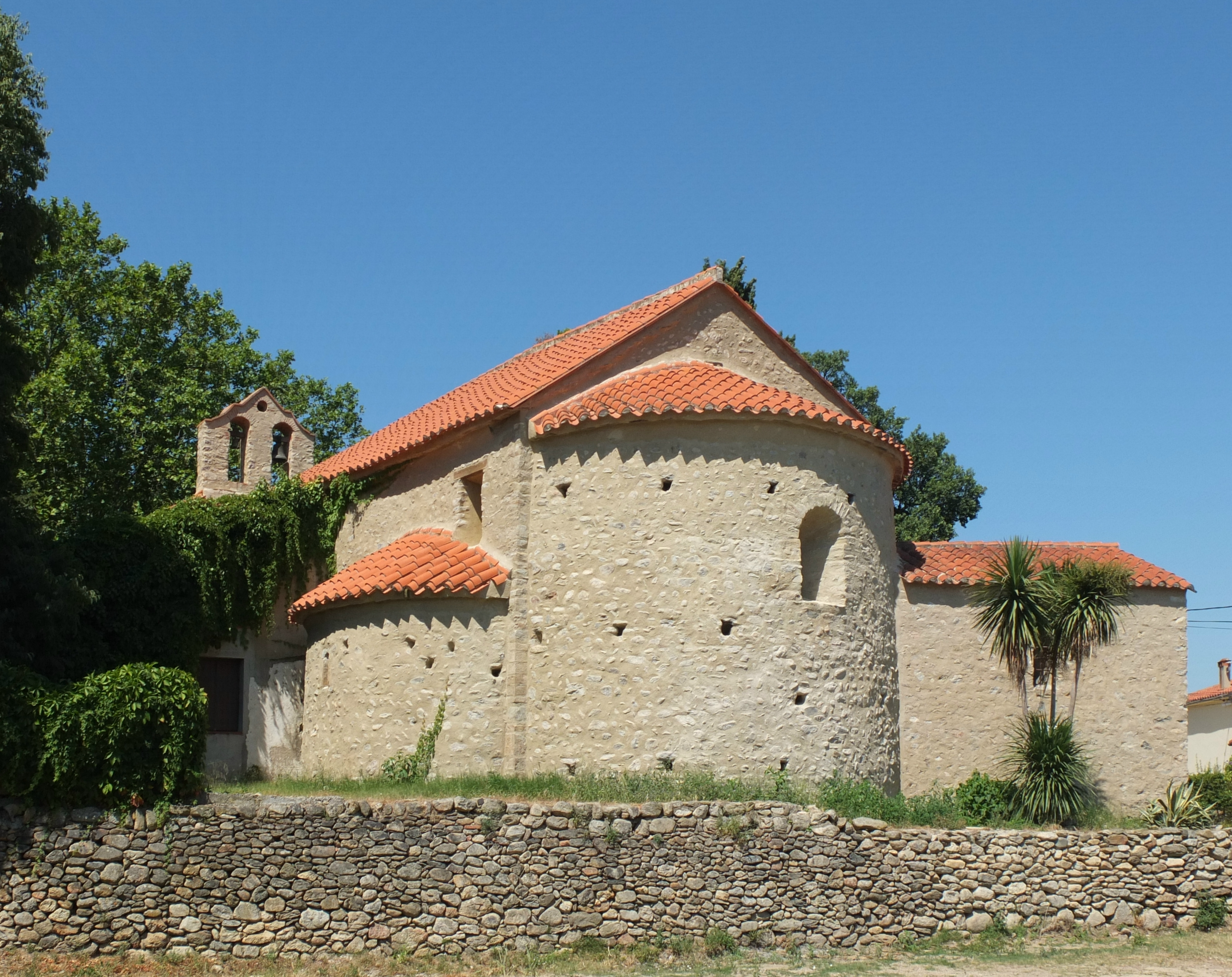
Die Kapelle Notre-Dame de Tanya (Ansicht Ost)
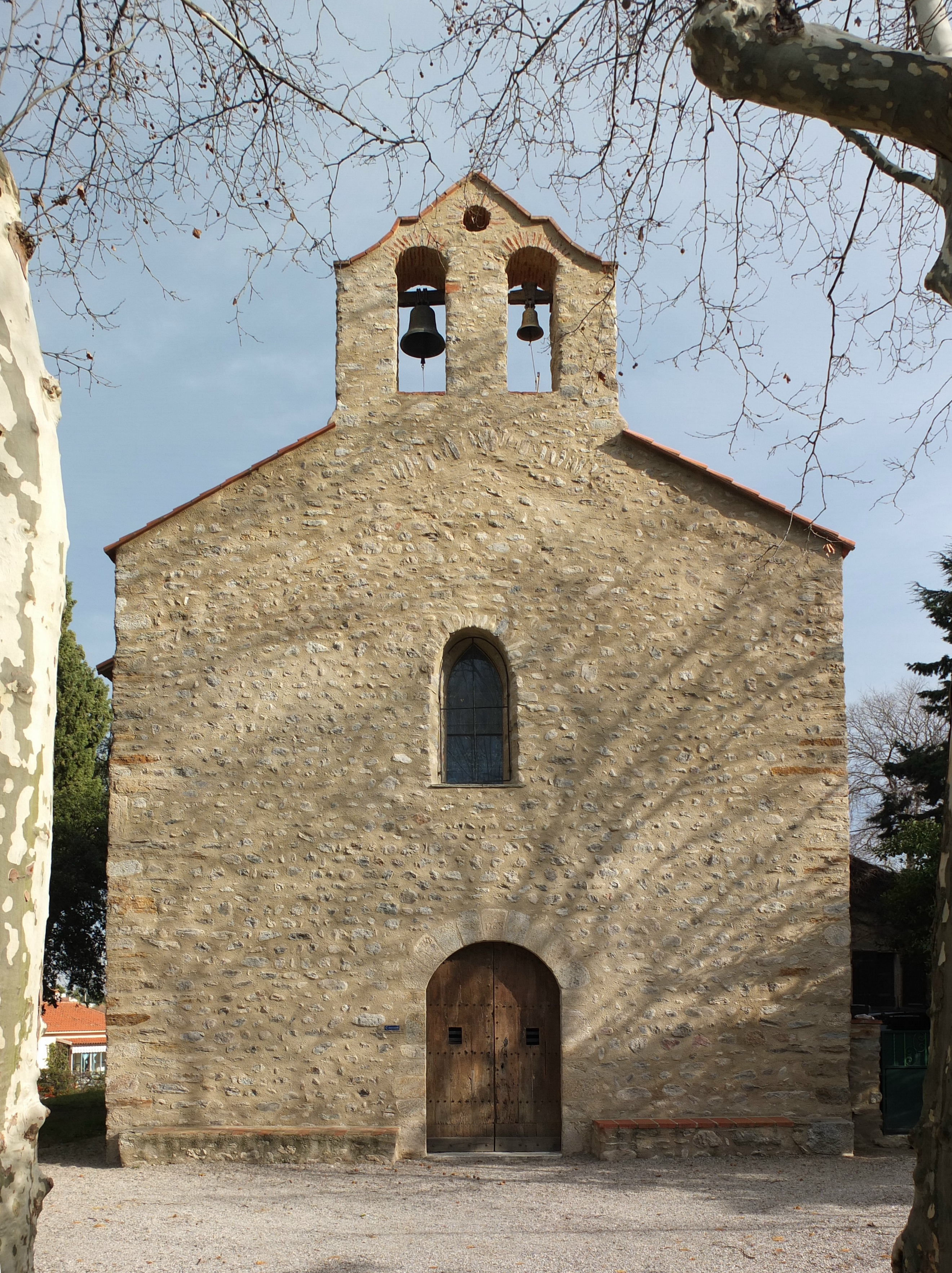
Die Kapelle Notre-Dame de Tanya (Ansicht West)
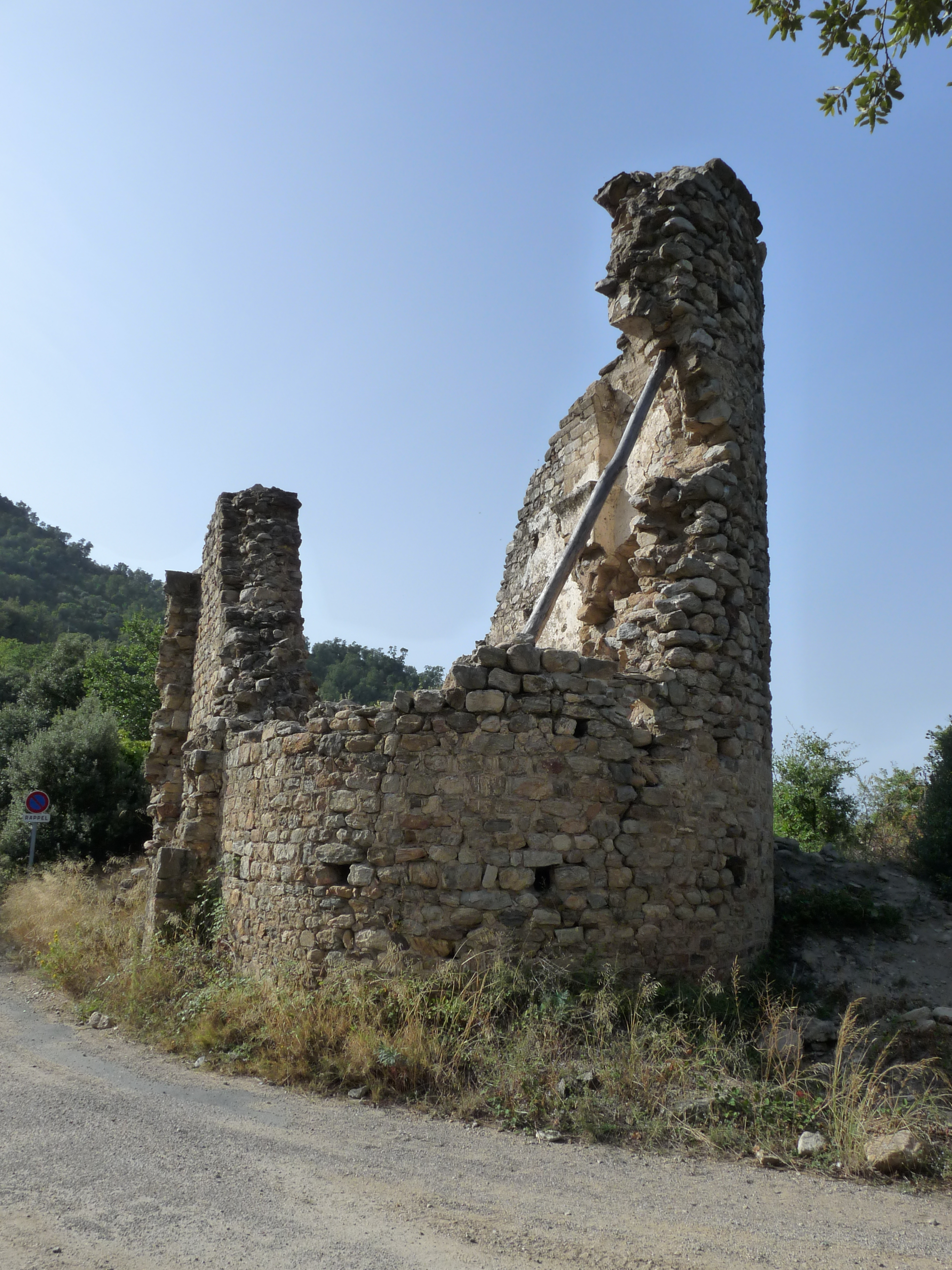
Die Ruinen der Kapelle Saint-Fructueux de Roca-Vella
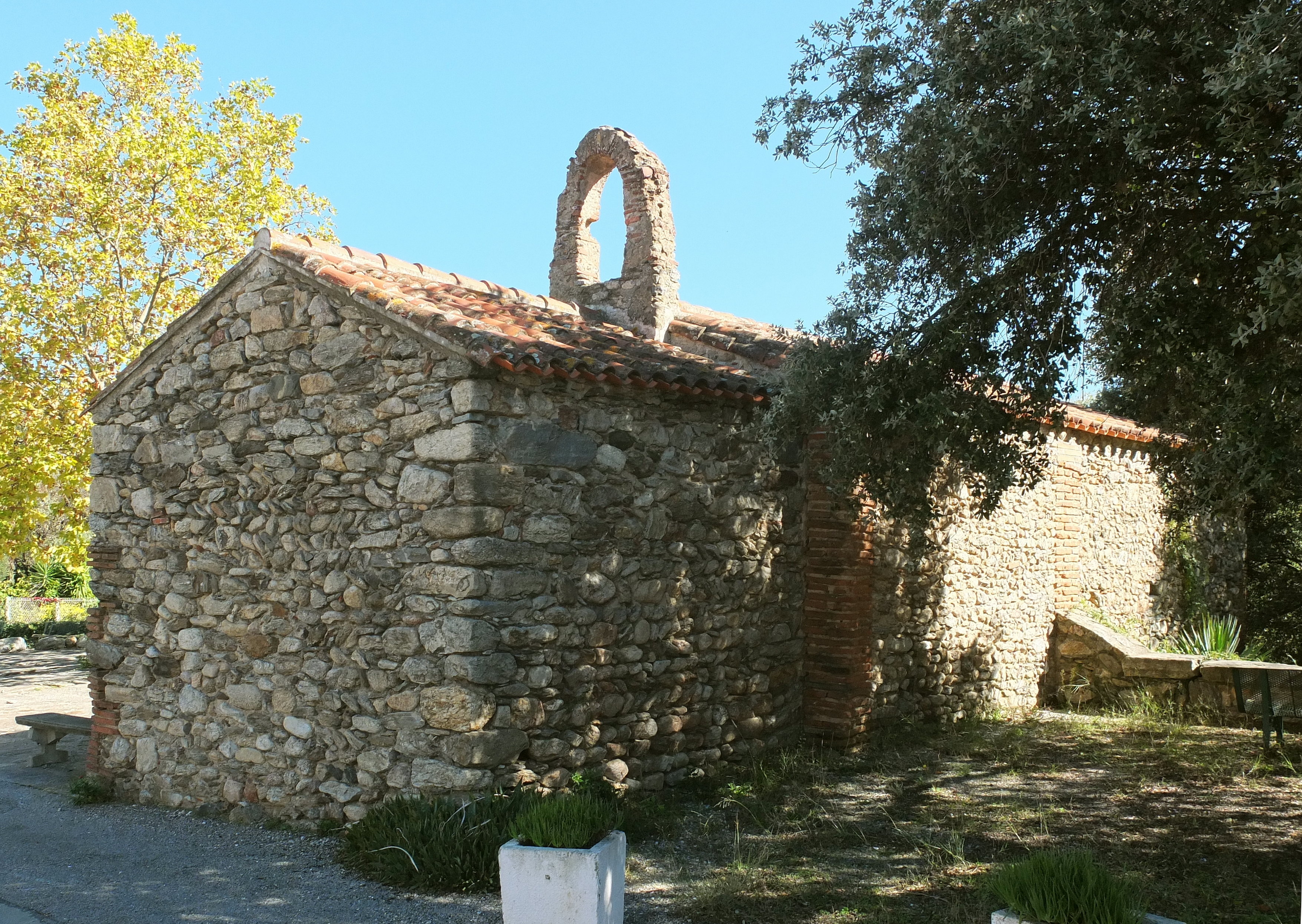
Die romanische Kapelle Saint-Sébastien